# International Football Cup 1964/65
Der 4. International Football Cup fand in der Saison 1964/65 statt. Es nahmen 44 Mannschaften teil, darunter zum ersten Mal Teams aus Bulgarien und Griechenland.
Das Finale gewann Polonia Bytom nach zwei Finalspielen am 9. und 16. Juni 1965 gegen den SC Leipzig mit insgesamt 5:4.

## Gruppenphase
Die Mannschaften wurden in 11 Gruppen à 4 Teams, nach Möglichkeit der geografischen Lage, eingeteilt.
Die Gruppensieger qualifizierten sich für die K.-o.-Runde.

### Gruppe A1
| Pl. | Verein               | Sp. | S | U | N | Tore    | Diff. | Punkte |
| --- | -------------------- | --- | - | - | - | ------- | ----- | ------ |
| 1.  | Hertha BSC           | 6   | 2 | 3 | 1 | 012:120 | ±0    | 07:50  |
| 2.  | Feijenoord Rotterdam | 6   | 2 | 2 | 2 | 009:700 | +2    | 06:60  |
| 3.  | FC Lausanne-Sport    | 6   | 1 | 4 | 1 | 014:140 | ±0    | 06:60  |
| 4.  | Standard Lüttich     | 6   | 2 | 1 | 3 | 008:100 | −2    | 05:70  |

|                      | Deutschland Bundesrepublik | Niederlande | Schweiz | Belgien |
| -------------------- | -------------------------- | ----------- | ------- | ------- |
| Hertha BSC           |                            | 1:0         | 4:4     | 2:1     |
| Feijenoord Rotterdam | 1:1                        |             | 0:2     | 2:0     |
| FC Lausanne-Sport    | 3:3                        | 3:3         |         | 1:1     |
| Standard Lüttich     | 3:1                        | 0:3         | 3:1     |         |

### Gruppe A2
| Pl. | Verein                    | Sp. | S | U | N | Tore    | Diff. | Punkte |
| --- | ------------------------- | --- | - | - | - | ------- | ----- | ------ |
| 1.  | AFC Door Wilskracht Sterk | 6   | 4 | 0 | 2 | 014:600 | +8    | 08:40  |
| 2.  | FC La Chaux-de-Fonds      | 6   | 3 | 1 | 2 | 009:100 | −1    | 07:50  |
| 3.  | Eintracht Braunschweig    | 6   | 3 | 1 | 2 | 009:100 | −1    | 07:50  |
| 4.  | KSK Heusden               | 6   | 1 | 0 | 5 | 011:170 | −6    | 02:10  |

|                           | Niederlande | Schweiz | Deutschland Bundesrepublik | Belgien |
| ------------------------- | ----------- | ------- | -------------------------- | ------- |
| AFC Door Wilskracht Sterk |             | 1:2     | 4:0                        | 5:0     |
| FC La Chaux-de-Fonds      | 0:1         |         | 2:1                        | 3:1     |
| Eintracht Braunschweig    | 2:0         | 1:1     |                            | 2:1     |
| KSK Heusden               | 2:3         | 5:1     | 2:3                        |         |

### Gruppe A3
| Pl. | Verein               | Sp. | S | U | N | Tore    | Diff. | Punkte |
| --- | -------------------- | --- | - | - | - | ------- | ----- | ------ |
| 1.  | 1. FC Kaiserslautern | 6   | 4 | 2 | 0 | 008:000 | +8    | 10:20  |
| 2.  | SC Enschede          | 6   | 2 | 3 | 1 | 011:700 | +4    | 07:50  |
| 3.  | K.Beerschot VAC      | 6   | 1 | 4 | 1 | 005:500 | ±0    | 06:60  |
| 4.  | FC Grenchen          | 6   | 0 | 1 | 5 | 003:150 | −12   | 01:11  |

|                      | Deutschland Bundesrepublik | Niederlande | Belgien | Schweiz |
| -------------------- | -------------------------- | ----------- | ------- | ------- |
| 1. FC Kaiserslautern |                            | 0:0         | 1:0     | 3:0     |
| SC Enschede          | 0:2                        |             | 1:1     | 5:0     |
| K.Beerschot VAC      | 0:0                        | 2:2         |         | 1:1     |
| FC Grenchen          | 0:2                        | 2:3         | 0:1     |         |

### Gruppe A4
| Pl. | Verein            | Sp. | S | U | N | Tore    | Diff. | Punkte |
| --- | ----------------- | --- | - | - | - | ------- | ----- | ------ |
| 1.  | RFC Lüttich       | 6   | 4 | 2 | 0 | 010:300 | +7    | 10:20  |
| 2.  | NAC Breda         | 6   | 3 | 2 | 1 | 017:800 | +9    | 08:40  |
| 3.  | BSC Young Boys    | 6   | 1 | 2 | 3 | 013:210 | −8    | 04:80  |
| 4.  | 1. FC Saarbrücken | 6   | 0 | 2 | 4 | 006:140 | −8    | 02:10  |

|                   | Belgien | Niederlande | Schweiz | Deutschland Bundesrepublik |
| ----------------- | ------- | ----------- | ------- | -------------------------- |
| RFC Lüttich       |         | 0:0         | 3:3     | 3:0                        |
| NAC Breda         | 0:1     |             | 6:2     | 3:0                        |
| BSC Young Boys    | 0:2     | 3:6         |         | 3:2                        |
| 1. FC Saarbrücken | 0:1     | 2:2         | 2:2     |                            |

### Gruppe B1
| Pl. | Verein             | Sp. | S | U | N | Tore    | Diff. | Punkte |
| --- | ------------------ | --- | - | - | - | ------- | ----- | ------ |
| 1.  | SC Leipzig         | 6   | 4 | 1 | 1 | 015:100 | +5    | 09:30  |
| 2.  | Vojvodina Novi Sad | 6   | 2 | 2 | 2 | 017:150 | +2    | 06:60  |
| 3.  | Jednota Trenčín    | 6   | 3 | 0 | 3 | 014:120 | +2    | 06:60  |
| 4.  | First Vienna FC    | 6   | 1 | 1 | 4 | 008:170 | −9    | 03:90  |

|                    | Deutschland Demokratische Republik 1949 | Jugoslawien | Tschechoslowakei | Osterreich |
| ------------------ | --------------------------------------- | ----------- | ---------------- | ---------- |
| SC Leipzig         |                                         | 4:4         | 3:0              | 4:1        |
| Vojvodina Novi Sad | 1:2                                     |             | 2:3              | 5:2        |
| Jednota Trenčín    | 3:0                                     | 3:4         |                  | 5:1        |
| First Vienna FC    | 1:2                                     | 1:1         | 2:0              |            |

### Gruppe B2
| Pl. | Verein           | Sp. | S | U | N | Tore    | Diff. | Punkte |
| --- | ---------------- | --- | - | - | - | ------- | ----- | ------ |
| 1.  | SC Empor Rostock | 6   | 4 | 0 | 2 | 013:110 | +2    | 08:40  |
| 2.  | Gwardia Warschau | 6   | 3 | 0 | 3 | 014:190 | −5    | 06:60  |
| 3.  | IFK Norrköping   | 6   | 2 | 1 | 3 | 012:100 | +2    | 05:70  |
| 4.  | FK Radnički Niš  | 6   | 2 | 1 | 3 | 013:120 | +1    | 05:70  |

|                  | Deutschland Demokratische Republik 1949 | Polen 1944 | Schweden | Jugoslawien |
| ---------------- | --------------------------------------- | ---------- | -------- | ----------- |
| SC Empor Rostock |                                         | 5:1        | 2:1      | 3:1         |
| Gwardia Warschau | 4:1                                     |            | 1:5      | 4:2         |
| IFK Norrköping   | 1:2                                     | 1:3        |          | 2:2         |
| FK Radnički Niš  | 3:0                                     | 5:1        | 0:2      |             |

### Gruppe B3
| Pl. | Verein                       | Sp. | S | U | N | Tore    | Diff. | Punkte |
| --- | ---------------------------- | --- | - | - | - | ------- | ----- | ------ |
| 1.  | Górniczy KS Szombierki Bytom | 6   | 4 | 0 | 2 | 019:900 | +10   | 08:40  |
| 2.  | VSS Košice                   | 6   | 3 | 2 | 1 | 011:800 | +3    | 08:40  |
| 3.  | ASK Vorwärts Berlin          | 6   | 2 | 1 | 3 | 005:900 | −4    | 05:70  |
| 4.  | Wiener Sport-Club            | 6   | 1 | 1 | 4 | 010:130 | −3    | 03:90  |

|                              | Polen 1944 | Tschechoslowakei | Deutschland Demokratische Republik 1949 | Osterreich |
| ---------------------------- | ---------- | ---------------- | --------------------------------------- | ---------- |
| Górniczy KS Szombierki Bytom |            | 3:0              | 2:0                                     | 3:1        |
| VSS Košice                   | 4:2        |                  | 3:0                                     | 3:2        |
| ASK Vorwärts Berlin          | 2:0        | 0:0              |                                         | 1:3        |
| Wiener Sport-Club            | 2:3        | 1:1              | 1:2                                     |            |

### Gruppe B4
| Pl. | Verein              | Sp. | S | U | N | Tore    | Diff. | Punkte |
| --- | ------------------- | --- | - | - | - | ------- | ----- | ------ |
| 1.  | SC Karl-Marx-Stadt  | 6   | 3 | 2 | 1 | 012:600 | +6    | 08:40  |
| 2.  | 1. FC Tatran Prešov | 6   | 2 | 3 | 1 | 012:800 | +4    | 07:50  |
| 3.  | Odra Opole          | 6   | 2 | 2 | 2 | 006:600 | ±0    | 06:60  |
| 4.  | Spartak Plewen      | 6   | 0 | 3 | 3 | 006:160 | −10   | 03:90  |

|                     | Deutschland Demokratische Republik 1949 | Tschechoslowakei | Polen 1944 | Bulgarien 1948 |
| ------------------- | --------------------------------------- | ---------------- | ---------- | -------------- |
| SC Karl-Marx-Stadt  |                                         | 0:0              | 0:2        | 6:2            |
| 1. FC Tatran Prešov | 1:4                                     |                  | 1:1        | 6:1            |
| Odra Opole          | 1:2                                     | 0:2              |            | 1:0            |
| Spartak Plewen      | 0:0                                     | 2:2              | 1:1        |                |

### Gruppe C1
| Pl. | Verein          | Sp. | S | U | N | Tore    | Diff. | Punkte |
| --- | --------------- | --- | - | - | - | ------- | ----- | ------ |
| 1.  | Malmö FF        | 6   | 4 | 2 | 0 | 015:500 | +10   | 10:20  |
| 2.  | FC Toulouse     | 6   | 3 | 1 | 2 | 012:110 | +1    | 07:50  |
| 3.  | Dinamo Zagreb   | 6   | 2 | 0 | 4 | 010:120 | −2    | 04:80  |
| 4.  | Panionios Athen | 6   | 1 | 1 | 4 | 006:180 | −12   | 03:90  |

|                 | Schweden | Frankreich | Jugoslawien | Königreich Griechenland |
| --------------- | -------- | ---------- | ----------- | ----------------------- |
| Malmö FF        |          | 5:1        | 4:0         | 5:1                     |
| FC Toulouse     | 1:1      |            | 3:1         | 3:0                     |
| Dinamo Zagreb   | 1:2      | 2:1        |             | 5:0(1)                  |
| Panionios Athen | 1:1      | 2:3(1)     | 2:1         |                         |

1Olympiakos Piräus bestritt die ersten zwei Spiele. Die restlichen Partien übernahm Panionios Athen, die auch die Ergebnisse von Piräus übernahmen.

### Gruppe C2
| Pl. | Verein              | Sp. | S | U | N | Tore    | Diff. | Punkte |
| --- | ------------------- | --- | - | - | - | ------- | ----- | ------ |
| 1.  | Slovnaft Bratislava | 6   | 4 | 1 | 1 | 019:600 | +13   | 09:30  |
| 2.  | AIK Solna           | 6   | 3 | 0 | 3 | 011:150 | −4    | 06:60  |
| 3.  | FK Sarajevo         | 6   | 2 | 1 | 3 | 011:600 | +5    | 05:70  |
| 4.  | SCO Angers          | 6   | 2 | 0 | 4 | 005:190 | −14   | 04:80  |

|                     | Tschechoslowakei | Schweden | Jugoslawien | Frankreich |
| ------------------- | ---------------- | -------- | ----------- | ---------- |
| Slovnaft Bratislava |                  | 7:1      | 1:0         | 4:0        |
| AIK Solna           | 3:2              |          | 2:0         | 4:1        |
| FK Sarajevo         | 2:2              | 2:0      |             | 7:0        |
| SCO Angers          | 0:3              | 3:1      | 1:0         |            |

### Gruppe C3
| Pl. | Verein        | Sp. | S | U | N | Tore    | Diff. | Punkte |
| --- | ------------- | --- | - | - | - | ------- | ----- | ------ |
| 1.  | Polonia Bytom | 6   | 3 | 1 | 2 | 018:600 | +12   | 07:50  |
| 2.  | RC Lens       | 6   | 3 | 1 | 2 | 015:900 | +6    | 07:50  |
| 3.  | FC Schalke 04 | 6   | 3 | 1 | 2 | 010:120 | −2    | 07:50  |
| 4.  | Degerfors IF  | 6   | 1 | 1 | 4 | 004:200 | −16   | 03:90  |

|               | Polen 1944 | Frankreich | Deutschland Bundesrepublik | Schweden |
| ------------- | ---------- | ---------- | -------------------------- | -------- |
| Polonia Bytom |            | 4:0        | 6:0                        | 6:0      |
| RC Lens       | 3:1        |            | 2:2                        | 6:0      |
| FC Schalke 04 | 2:0        | 2:1        |                            | 4:1      |
| Degerfors IF  | 1:1        | 0:3        | 2:0                        |          |

## 1. Runde
Die UEFA ordnete an, dass Klubs die in den UEFA-Wettbewerben (Europapokal der Landesmeister; Pokalsieger) teilnahmen, an keinem anderen Turnier teilnehmen dürfen, welches die Sommerpause überschritt. Aus diesem Grund erhielten ein Freilos:
- AFC Door Wilskracht Sterk (Teilnehmer am Europapokal der Landesmeister)
- Malmö FF (Teilnehmer am Europapokal der Landesmeister)
- Hertha BSC
- SC Leipzig
- Polonia Bytom

|                      | Gesamt |                              | Hinspiel | Rückspiel |
| -------------------- | ------ | ---------------------------- | -------- | --------- |
| 1. FC Kaiserslautern | 2:4    | Slovnaft Bratislava          | 1:1      | 1:3       |
| RFC Lüttich          | 1:0    | Górniczy KS Szombierki Bytom | 0:0      | 1:0       |
| SC Empor Rostock     | 1:2    | SC Karl-Marx-Stadt           | 0:1      | 1:1       |

## Viertelfinale
Der AFC Door Wilskracht Sterk war immer noch im Europapokal der Landesmeister vertreten und schied somit aus dem Wettbewerb aus. Somit erhielt ein Freilos:
- RFC Lüttich

|                    | Gesamt |                     | Hinspiel | Rückspiel |
| ------------------ | ------ | ------------------- | -------- | --------- |
| Hertha BSC         | 5:2    | Slovnaft Bratislava | 5:0      | 0:2       |
| SC Leipzig         | 5:2    | Malmö FF            | 4:1      | 1:1       |
| SC Karl-Marx-Stadt | 3:4    | Polonia Bytom       | 2:0      | 1:4       |

## Halbfinale
|             | Gesamt |               | Hinspiel | Rückspiel |
| ----------- | ------ | ------------- | -------- | --------- |
| Hertha BSC  | 1:8    | SC Leipzig    | 1:4      | 0:4       |
| RFC Lüttich | 2:3    | Polonia Bytom | 1:0      | 1:3       |

## Finale
| SC Leipzig                                    | SC Leipzig | Polonia Bytom | Polonia Bytom |
| --------------------------------------------- | --- | --- | ------------- |
| SC Leipzig                                    | \| Finale (Hinspiel) \| \| 9. Juni 1965 in Leipzig (Zentralstadion) \| \| Ergebnis: 3:0 (1:0) \| \| Zuschauer: 10.000 \| \| Schiedsrichter: Branko Tešanić ( Jugoslawien) \| \| Spielbericht \|                    | \| Finale (Hinspiel) \| \| 9. Juni 1965 in Leipzig (Zentralstadion) \| \| Ergebnis: 3:0 (1:0) \| \| Zuschauer: 10.000 \| \| Schiedsrichter: Branko Tešanić ( Jugoslawien) \| \| Spielbericht \|                    | Polonia Bytom |
| SC Leipzig                                    | Horst Weigang – Michael Faber, Peter Gießner, Manfred Geisler – Volker Trojan, Hans-Jürgen Naumann, Dieter Engelhardt, Rainer Trölitzsch – Henning Frenzel, Volker Franke, Wolfram Löwe Cheftrainer: Rudolf Krause | Andrzej Szczęsny – Józef Dymarczyk, Walter Winkler, Zygmunt Anczok, Bogusław Widawski, Ryszard Grzegorczyk, Jan Banaś, Gerhard Lukoszczyk, Norbert Pogrzeba, Jan Liberda, Jerzy Jóźwiak Cheftrainer: Michał Matyas | Polonia Bytom |
| SC Leipzig                                    | 1:0 Frenzel (17.) 2:0 Trölitzsch (49.) 3:0 Gießner (74.) | | Polonia Bytom |
| Finale (Hinspiel)                             | | |               |
| 9. Juni 1965 in Leipzig (Zentralstadion)      | | |               |
| Ergebnis: 3:0 (1:0)                           | | |               |
| Zuschauer: 10.000                             | | |               |
| Schiedsrichter: Branko Tešanić ( Jugoslawien) | | |               |
| Spielbericht                                  | | |               |

| Polonia Bytom                                      | Polonia Bytom | SC Leipzig | SC Leipzig |
| -------------------------------------------------- | --- | --- | ---------- |
| Polonia Bytom                                      | \| Finale (Rückspiel) \| \| 16. Juni 1965 in Bytom (Edward-Szymkowiak-Stadion) \| \| Ergebnis: 5:1 (3:1) \| \| Zuschauer: 30.000 \| \| Schiedsrichter: Josef Heymann ( Schweiz) \| \| Spielbericht \|               | \| Finale (Rückspiel) \| \| 16. Juni 1965 in Bytom (Edward-Szymkowiak-Stadion) \| \| Ergebnis: 5:1 (3:1) \| \| Zuschauer: 30.000 \| \| Schiedsrichter: Josef Heymann ( Schweiz) \| \| Spielbericht \|                                  | SC Leipzig |
| Polonia Bytom                                      | Edward Szymkowiak – Józef Dymarczyk, Walter Winkler, Zygmunt Anczok, Paweł Orzechowski, Ryszard Grzegorczyk, Jan Banaś, Gerhard Lukoszczyk, Norbert Pogrzeba, Jan Liberda, Jerzy Jóźwiak Cheftrainer: Michał Matyas | Horst Weigang – Michael Faber, Peter Gießner, Manfred Geisler – Volker Trojan, Hans-Jürgen Naumann, Dieter Engelhardt, Rainer Trölitzsch – Henning Frenzel, Volker Franke, Wolfram Löwe (46. Claus Pfeufer) Cheftrainer: Rudolf Krause | SC Leipzig |
| Polonia Bytom                                      | 1:1 Trojan (23., Eigentor) 2:1 Grzegorczyk (32.) 3:1 Jozwiak (41.) 4:1 Banas (70.) 5:1 Pogrzeba (88.) | 0:1 Löwe (20.) | SC Leipzig |
| Finale (Rückspiel)                                 | | |            |
| 16. Juni 1965 in Bytom (Edward-Szymkowiak-Stadion) | | |            |
| Ergebnis: 5:1 (3:1)                                | | |            |
| Zuschauer: 30.000                                  | | |            |
| Schiedsrichter: Josef Heymann ( Schweiz)           | | |            |
| Spielbericht                                       | | |            |